# Kozlov (Jihlavai járás)
Kozlov település Csehországban, a Jihlavai járásban. Kozlov Jamné, Rybné, Luka nad Jihlavou, Vysoké Studnice és Velký Beranov településekkel határos. Lakosainak száma 471 fő (2024. január 1.).

## Népesség
A település lakosságának változását az alábbi diagram mutatja:
| Lakosok száma | 472  | 657  | 608  | 504  | 437  | 450  | 460  | 474  | 473  | 471  |
|               | 1869 | 1890 | 1921 | 1950 | 1980 | 2001 | 2017 | 2019 | 2022 | 2024 |